# قطعنامه ۲۹۳ شورای امنیت
قطعنامه  ۲۹۳ شورای امنیت سازمان ملل متحد که در تاریخ ۲۶ مه ۱۹۷۱ تصویب شد، سندی بین‌المللی دربارهٔ مسئلهٔ قبرس است. این قطعنامه طی نشست ۱٬۵۶۷ام 
با ۱۵ موافق،۰ مخالف و۰ ممتنع تصویب شد.